# Cadillac, Cadillac
Cadillac, Cadillac è una canzone della rock band statunitense Train tratta dal settimo album, Bulletproof Picasso. Ufficialmente è stata pubblicata il 29 settembre 2014 come il secondo singolo tratto dall'album. La canzone era stata precedentemente pubblicata come singolo promozionale.

## Contributi e staff
- Train - voce, cori e musica
- Butch Walker, Jake Sinclair - produttore
- Pat Monahan, Al Anderson, Butch Walker - testo e musica
- Columbia Records, Sony Music Entertainment - etichetta

## Video musicale
Il 31 ottobre 2014 viene pubblicato sul canale Vevo di YouTube della band il video musicale del singolo. Il video, diretto da Matt Stawski, è ambientato in un set degli anni '50 dove si gira una pubblicità della Cadillac.

## Classifica
| Classifica (2014)          | Posizione massima |
| -------------------------- | ----------------- |
| Stati Uniti (adult top 40) | 21                |